# Commission des Affaires européennes (Sénat)
Pour les articles homonymes, voir Commission des Affaires européennes.
Présentation
Bureau
Au Sénat, la commission des Affaires européennes (EURO) est, avec celle de l’Assemblée nationale, l’une des deux commissions chargées des affaires européennes au sein du Parlement français. Dotée d’un statut propre sans pour autant constituer une commission permanente, elle a pour principales missions le suivi des travaux menés par les institutions de l’Union européenne et l’information du Sénat au sujet des questions européennes.
Instituée par la loi du 6 juillet 1979 modifiant l’ordonnance du 17 novembre 1958 en tant que délégation du Sénat pour les Communautés européennes, elle se réunit pour la première fois le 17 octobre suivant. Devenue la délégation du Sénat pour l’Union européenne au sens d’une résolution sénatoriale du 21 novembre 1995, elle est érigée en commission spéciale par la loi constitutionnelle du 23 juillet 2008 de modernisation des institutions de la Ve République. À la suite du renouvellement sénatorial du 27 septembre 2020, la présidence de la commission est occupée par Jean-François Rapin (Les Républicains) à partir du 7 octobre 2020.

## Histoire

### Délégation parlementaire (1979-2008)
La délégation du Sénat pour les Communautés européennes est instituée par la loi du 6 juillet 1979 modifiant l’ordonnance du 17 novembre 1958 relative au fonctionnement des assemblées parlementaires en vue de la création de délégations parlementaires pour les Communautés européennes, entrée en vigueur le lendemain. Il s’agit d’une délégation parlementaire spécifique aux questions des Communautés européennes créée simultanément avec la délégation de l’Assemblée nationale pour les Communautés européennes. Les règles de désignation des membres de la délégation parlementaire, son fonctionnement et ses missions sont régis par cette loi, qui prévoit aussi la mise en place d’un règlement intérieur propre à la délégation parlementaire.
La loi du 10 mai 1990 modifiant l’article 6 bis de l’ordonnance du 17 novembre 1958 relative au fonctionnement des assemblées parlementaires augmente le nombre de membres de la délégation, introduit la notion d’équilibre de représentativité des commissions permanentes du Sénat dans la désignation des membres de la délégation parlementaire, et attribue de nouvelles missions à la délégation parlementaire.
Alors que la loi constitutionnelle du 25 juin 1992 ajoutant à la Constitution un titre « Des Communautés européennes et de l’Union européenne » introduit la soumission de tout projet d’acte ou de texte législatif des institutions européennes aux chambres par le Gouvernement en vertu de l’article 88-4 de la Constitution du 4 octobre 1958, le Sénat adopte le 15 décembre 1992 une résolution qui introduit l’article 73 — dans lequel est défini le rôle de la délégation pour les Communautés européennes — dans le règlement du Sénat,.
La loi du 10 juin 1994 modifiant l’article 6 bis de l’ordonnance du 17 novembre 1958 relative au fonctionnement des assemblées parlementaires qualifie les délégations parlementaires avec le libellé pour l’Union européenne plutôt que pour les Communautés européennes afin de tenir compte du traité sur l’Union européenne. Toutefois, l’intitulé de la délégation parlementaire dans le règlement du Sénat n’est modifiée en délégation du Sénat pour l’Union européenne qu’en vertu d’une résolution adoptée le 21 novembre 1995,.

### Commission dotée d’un statut spécifique (depuis 2008)
Modifiant l’article 88-4 de la Constitution du 4 octobre 1958, la loi constitutionnelle du 23 juillet 2008 de modernisation des institutions de la Ve République constitutionnalise l’existence d’une commission chargée des affaires européennes dans chacune des chambres du Parlement. Aussi, la loi du 15 juin 2009 tendant à modifier l’ordonnance du 17 novembre 1958 relative au fonctionnement des assemblées parlementaires et à compléter le Code de justice administrative remet au règlement du Sénat le soin de fixer la composition, le mode de désignation des membres de la commission chargée des affaires européennes ainsi que les règles de fonctionnements de la commission,.
Un chapitre consacré aux questions européennes fixant notamment le cadre d’une commission des Affaires européennes est introduit dans le règlement du Sénat par la résolution du 2 juin 2009 tendant à modifier le règlement du Sénat pour mettre en œuvre la révision constitutionnelle, conforter le pluralisme sénatorial et rénover les méthodes de travail du Sénat. La commission est soumise aux mêmes règles de fonctionnement que les commissions permanentes : ses membres sont désignés à chaque renouvellement sénatorial partiel et son bureau est constitué dans les mêmes conditions que les bureaux des commissions permanentes. Depuis la résolution du 18 juin 2019 clarifiant et actualisant le règlement du Sénat, la majorité des dispositions propres à la commission des Affaires européennes sont recensées dans le chapitre XX du règlement,.
Le règlement du Sénat prévoit que les membres de la commission font l’objet d’une désignation au début de chaque session ordinaire suivant un renouvellement triennal partiel du Sénat et que son bureau est constitué ensuite par ces membres. Depuis l’introduction de la commission dans le règlement du Sénat, ces événements se sont produits le 8 octobre 2008, le 6 octobre 2011, le 9 octobre 2014, le 5 octobre 2017 ainsi que le 7 octobre 2020.

## Rôle et missions
À l’origine, au sens de la loi du 6 juillet 1979, la délégation parlementaire est chargée d’informer le Sénat sur les activités des institutions des Communautés européennes, en application du traité instituant la Communauté européenne du charbon et de l’acier (18 avril 1951) et du traité instituant la Communauté économique européenne (25 mars 1957). La loi du 10 mai 1990 ajoute à la liste des textes de référence l’Acte unique européen (17 février et 28 février 1986), et la loi du 10 juin 1994 le traité sur l’Union européenne (7 février 1992),,.
La loi du 10 mai 1990 permet à la délégation parlementaire d’auditionner les ministres chargés des questions européennes ou des représentants d’institutions européennes. Elle offre également la possibilité aux membres français du Parlement européen d’être invités par les délégués parlementaires à participer à leurs travaux, avec une voix consultative. En outre, au sens de la loi, la délégation parlementaire peut être invitée par toute commission permanente ou spéciale à l’informer sur tout projet d’acte communautaire ou tout projet de texte législatif lié à une compétence des Communautés européennes. Enfin, la délégation parlementaire est chargée de l’examen des projets de directives, de règlements et autres actes communautaires avant leur adoption par le Conseil des Communautés européennes, devenu Conseil de l’Union européenne,.
Depuis sa constitutionalisation et sa transformation en « commission », elle exerce les mêmes missions que la délégation parlementaire précédemment en place.
La commission commet des rapports d’information et des avis. Elle dispose d’un service propre au sein de la direction de la Législation et du Contrôle du Sénat, qui est sis au 46, rue de Vaugirard, à proximité du palais du Luxembourg,.

## Organisation

### Présidence
À chaque renouvellement triennal du Sénat, le président est la première des personnalités constituant le bureau élue par les autres membres de la délégation parlementaire puis de la commission lors de sa réunion constitutive. Il peut être suppléé ou représenté par un des vice-présidents.
| Président           | Groupe | Groupe | Période du mandat | Période du mandat | Qualité |
| ------------------- | ------ | ------ | ----------------- | ----------------- | --- |
| Jacques Genton      |        | CNIP   | 17 octobre 1979,  | 30 septembre 1998 | Maire de Sancerre (1971-1995) Sénateur, élu dans le Cher (1971-1998) Conseiller général du Cher, élu dans le canton de Sancerre (1982-1994) Président du conseil général du Cher (1982-1994)                                                           |
| Jacques Genton      | UCDP   |        | 17 octobre 1979,  | 30 septembre 1998 | Maire de Sancerre (1971-1995) Sénateur, élu dans le Cher (1971-1998) Conseiller général du Cher, élu dans le canton de Sancerre (1982-1994) Président du conseil général du Cher (1982-1994)                                                           |
| Jacques Genton      | UC     |        | 17 octobre 1979,  | 30 septembre 1998 | Maire de Sancerre (1971-1995) Sénateur, élu dans le Cher (1971-1998) Conseiller général du Cher, élu dans le canton de Sancerre (1982-1994) Président du conseil général du Cher (1982-1994)                                                           |
| Michel Barnier      |        | RPR    | 14 octobre 1998   | 23 septembre 1999 | Conseiller général de la Savoie, élu dans le canton de Bourg-Saint-Maurice (1973-1999) Président du conseil général de la Savoie (1982-1999) Sénateur, élu dans la Savoie (en 1995 et de 1997 à 1999) Commissaire à la Politique régionale (1999-2004) |
| Hubert Haenel       |        | RPR    | 6 octobre 1999    | 6 mars 2010       | Maire de Lapoutroie (1977-2001) Sénateur, élu dans le Haut-Rhin (1986-2010) Conseiller régional d’Alsace, élu dans la section départementale du Haut-Rhin (1992-2010)                                                                                  |
| Hubert Haenel       | UMP    |        | 6 octobre 1999    | 6 mars 2010       | Maire de Lapoutroie (1977-2001) Sénateur, élu dans le Haut-Rhin (1986-2010) Conseiller régional d’Alsace, élu dans la section départementale du Haut-Rhin (1992-2010)                                                                                  |
| Jean Bizet          |        | UMP    | 24 mars 2010      | 30 septembre 2011 | Maire du Teilleul (1983-2014) Conseiller général de la Manche, élu dans le canton du Teilleul (1985-2011) Sénateur, élu dans la Manche (depuis 1996)                                                                                                   |
| Simon Sutour        |        | SOC    | 6 octobre 2011    | 30 septembre 2014 | Sénateur, élu dans le Gard (1998-2020) |
| Jean Bizet          |        | REP    | 9 octobre 2014    | 30 septembre 2020 | Sénateur, élu dans la Manche (1996-2020) |
| Jean-François Rapin |        | REP    | 7 octobre 2020    | En cours          | Conseiller régional du Nord-Pas-de-Calais-Picardie puis des Hauts-de-France, élu dans la section départementale du Pas-de-Calais (depuis 2015) Sénateur, élu dans le Pas-de-Calais (depuis 2016)                                                       |

### Bureau

#### De 1979 à 2009
Jusqu’à la loi du 15 juin 2009, la délégation parlementaire puis la commission disposent d’un règlement intérieur propre fixant les règles de constitution de son bureau au sens de la loi du 6 juillet 1979. Entre 1979 et 2009, le bureau est constitué du président, de plusieurs vice-présidents et d’un ou plusieurs secrétaires.
| Date de constitution                       | Nombre de vice-présidents | Nombre de secrétaires |
| ------------------------------------------ | ------------------------- | --------------------- |
| 17 octobre 1979                            | 4                         | 3                     |
| 5 novembre 1980                            | 4                         | 2                     |
| Après le renouvellement sénatorial de 1983 | 4                         | 2                     |
| Après le renouvellement sénatorial de 1986 | 4                         | 5                     |
| 19 octobre 1989                            | 3                         | 5                     |
| Après le renouvellement sénatorial de 1992 | 4                         | 8                     |
| 12 octobre 1995                            | 4                         | 7                     |
| 14 octobre 1998                            | 4                         | 3                     |
| 8 décembre 1998                            | 6                         | 3                     |
| 10 octobre 2001                            | 6                         | 1                     |
| 13 octobre 2004                            | 6                         | 2                     |
| 8 octobre 2008                             | 8                         | 2                     |

#### Depuis 2009
Le bureau de la commission est constitué du président, des vice-présidents et des secrétaires. Tous sont élus par les membres de la commission et le président et les vice-présidents font l’objet d’une élection au scrutin secret. Depuis la résolution du 2 juin 2009, le nombre de vice-présidents est fixé à huit tandis que celui des secrétaires doit correspondre à un poste par fraction de dix membres de l’effectif de la commission.

### Membres
Les membres de la délégation parlementaire puis de la commission des Affaires européennes sont désignés en séance plénière du Sénat à chaque renouvellement triennal. Leur nombre varie depuis 1979.
| Texte de référence        | Nombre de membres | Entrée en vigueur                          |
| ------------------------- | ----------------- | ------------------------------------------ |
| Loi du 6 juillet 1979     | 18                | 7 juillet 1979                             |
| Loi du 10 mai 1990        | 36                | 11 mai 1990                                |
| Résolution du 2 juin 2009 | 36                | 2 juin 2009                                |
| Résolution du 13 mai 2015 | 41                | Après le renouvellement sénatorial de 2017 |